# 福田徳三
福田 徳三（ふくだ とくぞう、1874年（明治7年）12月2日 - 1930年（昭和5年）5月8日）は、日本の経済学を開拓した経済学者。社会政策学派、新歴史学派として経済理論、経済史などを導入した。東京商科大学（現・一橋大学）教授、慶應義塾教授、フランス学士院文科部外国会員等を歴任。レジオンドヌール勲章受章。

## 経歴
出生から修学期
1874年、東京・神田で生まれた。母がクリスチャンであったため、1885年、12歳の時に築地新栄教会において植村正久から洗礼を受けた。泰明小学校から私立の東京英語学校などを経て、母の遺言と姉の助言に従い高等商業学校（後の東京高等商業学校、現在の一橋大学）に入学。学生時代には、東京の貧民窟（スラム）での伝道活動にも参加した。1894年、同校を卒業。
同1894年、關一（のちに大阪市長）とともに神戸商業学校（現・兵庫県立神戸商業高等学校）教諭に就いた。1895年、教諭の職を辞して、高等商業学校（現・一橋大学）研究科入学。1896年に同研究科を卒業し、同1896年、高等商業学校講師に就いた。
欧州留学
1898年から文部省より欧州留学を命じられ、ドイツのライプツィヒ大学やミュンヘン大学でカール・ビュッヒャーやルヨ・ブレンターノに師事した。1900年にミュンヘン大学を卒業し、博士号（ドクトル・デル・シュターツヴィルトシャフト）を取得。学位論文は「Die Entwicklung der Wirtschaftseinheit in Japan」(『日本における経済統合の発展』)。留学中には石川巌・石川文吾・神田乃武・瀧本美夫・津村秀松・志田鉀太郎・関一とともにベルリンにおいて「商業大学の必要」を建議し、東京高商の大学昇格運動を行った。
帰国後、経済学研究者として
1900年、高等商業学校教授に昇格。1902年、青森県で大凶作のため飢饉が起こり、その原因を考察するため、翌1903年に青森に向かった。彼は飢饉の原因を「農村に貨幣経済が浸透しておらず、農家が営利的な精神を持たないからだ。」と結論付けた。
1904年、高等商業学校教授より休職処分を受けた。これは校長の松崎蔵之助（元東京帝国大教授、後に学生により追放された）との対立が原因といわれる。また同年には復職運動を起こした菅礼之助（のちに東京電力会長）が放校処分となった（のちに復学）。休職中の1905年、美濃部達吉の推薦により東京帝国大学法科大学に学位論文を提出し、法学博士の学位を取得。1906年に休職期間が満期となり、高等商業学校を退官。
高等商業学校を去った後
給与を得る先が無くなったため、小田原の左右田喜一郎別宅に住み、高橋作衛、坂田重次郎、本多熊太郎、佐藤尚武の斡旋で外務省の翻訳の仕事を行い生活。後に駿河台に下宿。本多熊太郎の斡旋、名取和作らの尽力により、1905年から1918年まで慶應義塾教授。慶應義塾では小泉信三（経済理論、文化勲章、元慶應義塾塾長）、高橋誠一郎（経済学史、文化勲章受章者）らを育てた。
高等商業学校へ復帰後
1918年、三浦新七や左右田喜一郎らの斡旋で東京高等商業学校教授に復帰。1920年、東京高商の大学昇格に伴い、東京商科大学（現・一橋大学）教授に就任。1922年4月7日、帝国学士院会員に選出された。1923年、内務省社会局参与に就任。同年の関東大震災直後に自ら学生達を引き連れ、失業率の調査を1万324世帯（約3万6000人）を対象に8日間かけて行い、その結果を基に東京全体の失業率を推計し、国や東京市（現在の東京都）に対し復職のきめ細やかな支援の必要を訴えた。また著書『営生機会の復興を急げ』のなかで、「復興事業の第一は、人間の復興でなければならない」と関東大震災を具体例として、以前から提唱していた生存権の必要性を唱えた。
1928年、黒田清輝に次ぎ日本人として2人目のフランス学士院文科部外国会員となり、レジオンドヌール勲章オフィシエ受章。1930年、糖尿病で慶應病院に入院、5月8日に盲腸炎で死去。同日付で叙正四位勲三等旭日中綬章受章、勲二等瑞宝章受章。墓所は多磨霊園。

## 研究内容・業績
社会政策学会の中心メンバーとして活躍し、大正デモクラシー期には吉野作造とともに黎明会を組織し、民本主義の啓蒙につとめた。第一次世界大戦後はマルクス主義に対し批判的立場から、民本主義、自由主義に立ち、政府による社会・労働問題の解決を主張、河上肇と論争した。日本における福祉国家論の先駆者とされる。また内務省社会局参与としても政策立案も行った。

### 主張・批判
福田は「市場によって資源配分が効率的に行なわれば、社会的な強者・弱者が生まれることが常であり、それ自体は悪いことではない」と主張している。ただし、国民に人間としての最低保障（生存権の社会政策）も政府に提言していた。福田は「誰が淘汰されるべきで淘汰されないべきかなど、誰にも解りようがない。すべての人に等しく最低限の保障を与えるのが望ましい」と述べている。
関東大震災に際して実施した被災者の実態調査
関東大震災が起きた後に被災者の実態調査を行った。著書『復興経済の原理及び若干問題』では、有体財（物）の損失よりも、被災した人々の人間性の損失についてより多く言及している。
戦中・戦後のインフレについて
第一次世界大戦後の金解禁に反対しておりながら、経済格差を助長するものとして戦中・戦後のインフレを問題視していた。福田は、アーヴィング・フィッシャーの貨幣数量説を支持し、政府・日銀による「貨幣調節」でインフレはコントロールが可能であると考えていた。しかし、1925年頃から旧平価金解禁論者に転じ、浜口雄幸内閣発足に際して、デフレ下での緊縮財政を支持している。福田は、1920年以降の不良債権の累増を問題視し、不良債権問題を解消しない限り、日銀は物価をコントロールできないと考えた。
朝鮮半島経済について
福田は、「おそらく近代的な経済史学の方法論によって書かれた韓国の経済史に関する最初の学術論文」と評価される『韓国の経済組織と経済単位』（1903年 - 1904年）を発表した。そこで資本主義の発展の諸段階を封建制度以前の「自足経済」、封建制度時代の「都府経済」、近代国家時代の「国民経済」に分類化する。そして20世紀初期の朝鮮経済が封建制度以前の「自足経済」の変容的な状態（借金的自足経済）の段階に属しており、日本に例えるなら平安時代、ヨーロッパに例えるならフランク王国に当たると主張した。それによると、20世紀初期の朝鮮経済は、封建制度時代の「都府経済」にも達しておらず、日本やヨーロッパに比較して1000年も遅滞しており、資本主義に進展する不可欠の必須要件である封建制度を経験していないことから、停滞した朝鮮経済がそこから脱するためには、朝鮮自力ではできず、外国の国力をもってはじめて可能だとする。この場合の外国の国力は、ロシア・日本が考えられるが、ロシア経済は、朝鮮経済同様に停滞しており、相互協力による相互発展は難しく、日本の国力によってのみ朝鮮経済の発展が可能だとする。
そして論文『韓国の経済組織と経済単位』を以下の言葉で締めくくる
これこそが日露戦争直前に書かれた論文の核心であり、朝鮮に対する侵略行為を剥き出しにしたものであり、朝鮮は自力で近代化できず、日本に同化して日本の国力を拝借して経済発展を行い、それに対して日本は朝鮮の近代化を助力する使命があるという侵略の野望を露骨に提示しているなどと、現代の韓国の研究者からは指弾されている。朝鮮の封建制度欠如説による植民史観を初めて唱えて、日本の侵略を正当化した論者として現代の韓国の研究者から指弾されている。
福田文庫
福田の全蔵書44,841冊は大阪市立大学（旧大阪商科大学）に「福田文庫」として収蔵されている。

### 門下生
福田の指導を受けた門下生には以下がいる。
- 左右田喜一郎
- 坂西由蔵
- 小泉信三
- 赤松要
- 井藤半禰
- 大塚金之助
- 大熊信行
- 大西猪之介
- 高島善哉
- 杉本栄一
- 手塚寿郎
- 中山伊知郎
- 山田雄三
- 上田貞次郎
- 福田敬太郎
- 宮下孝吉
- 宮田喜代蔵
- 野村兼太郎
- 八木助市

## 交遊
- 武藤山治
- 堺利彦
- 高畠素之
- 吉野作造
- 河上肇

## 著作

### 単著
- Die gesellschaftliche und wirtschaftseinheit in Japan（Stuttgart : Cotta , 1900）
  - 邦訳版 『日本経済史論』坂西由蔵訳、寳文館 1907[23]
- 『国民経済原論』哲学書院 1903
- 『経済学研究』同文館 1907
- 『経済学講義』大倉書店 1907-1909
- 『国民経済原論 総論』大倉書店 1910
- 『経済学教科書』大倉書店 1911
- 『経済学考証』佐藤出版部 1918
  - 改定版 1921年
- 『黎明録』佐藤出版部 1919
- 『現代の商業及商人』大鐙閣 1920
  - 増補改訂版 1925年
- 『暗雲録』大鐙閣 1920
- 『経済学論攷』大鐙閣 1921
- 『社会政策と階級闘争』大倉書店 1922
- 『ボルシェヴィズム研究』改造社 1922
- 『社会運動と労銀制度』改造社 1922
- 『経済危機と経済恢復』大鐙閣 1923
- 『復興経済の原理及若干問題』同文館 1924
  - 復刻版 2012年
- 『流通経済講話』大鐙閣 1925
- 『国際信義の立場より見たる東京市仏貨債問題』債券協会出版部 1926
- 『唯物史観経済史出立点の再吟味』改造社 1928
- 『厚生経済研究』刀江書院 1930
  - 改題文庫化 『厚生経済』山田雄三編、講談社学術文庫 1980
  - 改題文庫化 『生存権の社会政策』赤松要編、講談社学術文庫 1980
  - 初版 1948年

### 著作集
- 『福田徳三著作集』(全21巻) 福田徳三研究会編、信山社 2015-刊行中

1. 1巻『経済学講義』
2. 2巻『国民経済原論／経済原論教科書』
3. 3巻『国民経済講話』
4. 4巻
5. 5巻『流通経済講話』
6. 6巻
7. 7巻『経済学史研究』
8. 8巻『経済学研究』
9. 9巻『経済学論攷』
10. 10巻『社会政策と階級闘争』
11. 11巻『社会運動と労銀制度』
12. 12巻
13. 13巻
14. 14巻『労働権・労働全収権及労働協約』
15. 15巻『黎明録』
16. 16巻『暗雲録』
17. 17巻『復興経済の原理及若干問題』
18. 18巻『経済危機と経済恢復』
19. 19巻『厚生経済研究』
20. 20巻『現代の商業及商人』
21. 21巻『唯物史観経済史出立点の再吟味』

### 共著
- 『労働経済論』ルヨ・ブレンターノ共著、同文館 1899

### 訳書
- 『最近商政経済論』アドルフ・ワグナー、ルヨ・ブレンターノ著、關一と共訳、大倉書店 1902